# (10446) Siegbahn
(10446) Siegbahn (3006 T-3) – planetoida z pasa głównego asteroid okrążająca Słońce w ciągu 3,32 lat w średniej odległości 2,22 j.a. Odkryta 16 października 1977 roku.